# Holcocephala divisa
Holcocephala divisa là một loài ruồi trong họ Asilidae. Holcocephala divisa được Walker miêu tả năm 1860.